# تاشکند
تاشْکَنْد (نام‌های دیگر: تاشکنت، چاچ، چاچکند، شاش) (به ازبکی لاتین: Toshkent، ازبکی سیریلیک: Ташке́нт) پایتخت و بزرگ‌ترین شهر ازبکستان، همچنین پرجمعیت‌ترین شهر آسیای میانه، با جمعیت ۲٬۵۷۱٬۶۸۸ نفر در سال ۲۰۲۰ میلادی است. تاشکند در شمال شرقی ازبکستان نزدیک به مرز قزاقستان واقع شده است.
پیش از اینکه دین اسلام در میانه‌های قرن هشتم میلادی به آسیای میانه برسد، تاشکند دارای فرهنگ سغدی (ایرانی) بود. بعد از اینکه چنگیزخان آن را در ۱۲۱۹ میلادی از بن ویران نمود، به دلیل قرار گرفتن این شهر در مسیر جادهٔ ابریشم خیلی زود بازسازی‌شده و رشد کرد. پیش از اینکه تحت کنترل خانات خوقند بیاید، در قرن هجدهم و نوزدهم به دولت شهر تاشکند (تأسیس ۱۷۸۴) تبدیل گردید. امپراتوری روسیه تاشکند را در ۱۸۶۵ میلادی تصرف کرد و آن را پایتخت ترکستان روس نمود. در دوران تسلط شوروی شهر شاهد رشد سریع و ازدیاد جمعیت بسیاری بوده که چهارمین شهر بزرگ اتحاد شوروی، بعد از مسکو، لنین‌گراد و کیف بشمار می‌رفت.
تاشکند امروزه به عنوان پایتخت کشور ازبکستان شهری با جمعیت چندملیتی با اکثریت ازبک به‌شمار می‌آید. تاشکند زادروز ۲٬۲۰۰ سالگی تاریخ خود را در سال ۲۰۰۲ م. جشن گرفت.

## نام
تاشکند در طول تاریخ طولانی خود تغییرات گوناگونی را در نام‌ها و وابستگی‌های سیاسی و مذهبی پشت سر گذاشته است. ابوریحان بیرونی نوشته نام شهر تاشکند برگرفته از دو کلمه ترکی «تاش» و کلمهٔ فارسیِ (درواقع سُغدی) «کند» به معنای «شهر سنگی» یا «شهر سنگ‌ها» است.
ایلیا گرشویچ (۱۹۷۴) ریشهٔ زبانی نام قدیمی چاچ را *čāiča- «ناحیهٔ آب، دریاچه» (مشابه دریاچهٔ چیچست در اوستا) در زبان‌های ایرانی باستان می‌داند (که از آنجا وام واژهٔ چینی شی 石 به معنای «سنگ» می‌آید) و در اصل چاچکند بوده که در ترکی به تاشکند تبدیل شده است و که نزد عوام «شهر سنگی» معنا می‌شود. در نظر ولادیمیر لیفشیتس «چاچ» در ابتدا فقط نام دریاچه آرال بوده و بعداً برای واحهٔ تاشکند هم استفاده شده است.
ارخون اونال (۲۰۲۲) ریشه‌شناسی گرشویچ و لیفشیتس را به خاطر «بنا شدن بر اساس مفروضات زیاد» نقد می‌کند. او در عوض معتقد است «چاچ» از ترکی باستان و ترجمهٔ ‎*kaŋk- به معنای «سنگ» بوده است. هارولد والتر بیلی و ادوین جی. پولیبلانک برای ‎*kaŋk- منشأ تخاری پیشنهاد کرده‌اند، اما اونال می‌گوید این یک کلمهٔ ایرانی است.
نام چاچ در ادبیات فارسی به‌ویژه در شاهنامه فردوسی بسیار بکار رفته. کمان‌هایی که در قدیم در چاچ ساخته می‌شدند از شهرت فراوانی برخوردار بوده‌اند چنانچه اصطلاح «کمان چاچی» در ادب فارسی معنی بهترین کمان به‌خود گرفته است.
| بمالید چاچی کمان را بدست |  | به چرم گوزن اندر آورد شست |

## مردم
۶۳٪ درصد تاشکند را ازبک‌ها تشکیل می‌دهند و بقیه را روس‌ها ۲۰٪، تاتارها ۴٫۵٪، کره‌ای‌ها ۲٫۲٪، قزاق‌ها ۲٫۱٪، تاجیک‌ها ۱٫۲٪ و ۷٪ دیگر اقوام تشکیل می‌دهند. بیشتر مردم تاشکند مسلمان و سنی مذهب و پیرو فقه حنفی هستند. محل استقرار مرکز روحانی آسیای میانه در تاشکند است.

## تاریخچه
شهر تاشکند برای اولین بار بین قرن‌های ۵ و ۳ قبل از میلاد به عنوان واحه‌ای در کنار دریا (رودخانهٔ) چیرچیق نزدیک به دامنه کوه‌های تیان شان غربی، برای سکونت گزیده شد. در دوران باستان، بئیتین در این منطقه واقع بوده که احتمالاً نقش «پایتخت» تابستانی کنفدراسیون کانگجو را داشته است. برخی از پژوهشگران بر این باورند که «برج سنگی» در رسالهٔ جغرافیا اثر بطلمیوس و همچنین در سفرنامه‌های اولیهٔ جادهٔ ابریشم قدیم به این شهر اشاره دارد. گفته می‌شود این برج نقطهٔ میانی بین اروپا و چین را نشان می‌داده است. با این حال، برخی دیگر از پژوهشگران با این نظریه موافق نیستند، اگرچه تاشکند را همچنان یکی از چهار مکان احتمالی برای برج سنگی می‌دانند.
این شهر در زمان ساسانیان نیز از سرزمین‌های ایران به‌شمار می‌رفت. در ۷۵۱ م. کاوسی‌ان چی فرمانروای چینی، پادشاه چاچ را کشت و دختر او از عرب‌ها کمک خواست. ابومسلم سردار ایرانی، زیاد بن صالح را با لشکری به آن سرزمین روانه کرد. وی چینی‌ها را در ۱۳۳ق شکست داد و کاوسی‌ان چی در میدان نبرد کشته شد. به سبب این نبرد، اسلام به آسیای میانه راه یافت و چینیها دیگر نتوانستند در آن سامان حکمرانی کنند. در دورهٔ کائونچی دوم (سدهٔ چهارم و سدهٔ پنجم میلادی) تاشکند گسترش یافت و به شکل شهر درآمد و دارای اجزای شهری، مانند دژ و کاخ گردید.
در اوایل قرن هفتم ضمن لشکرکشی‌های سلطان محمد خوارزمشاه قسمتی از چاچ خراب شد. سپس فتنه مغول آنچه را که در زمان خوارزمشاه از خرابی خلاصی بود دستخوش همان ویرانی و مصیبتی کرد که به روزگار دیگر شهرها رسید ولی ظاهراً خرابی این شهر دیر نپایید و به‌سرعت گردوغبار فلاکت از پیشانی آن زدوده شد و در قرن هشتم که امیر تیمور و لشکریان وی بدان شهر فرود آمدند محلی با اهمیت بود.
در ۱۸۶۵ روس‌ها تاشکند را که بخشی از خان‌نشین خوقند بود تسخیر کردند و در ۱۸۶۷ تاشکند به مرکز نو اداری، بازرگانی، سیاسی و صنعتی تبدیل شد.

### دوران شوروی

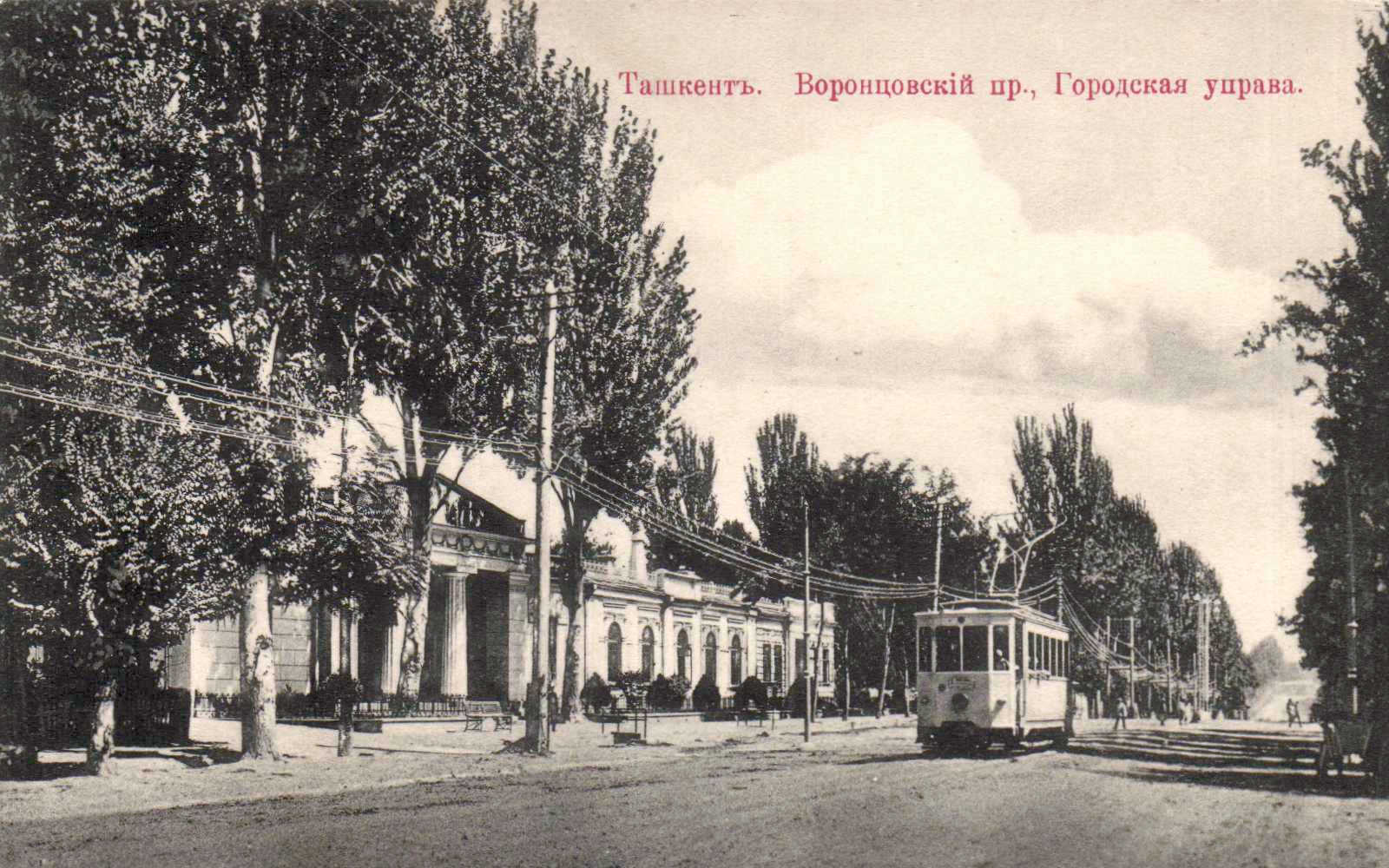
تاشکند، ۱۹۱۷

در دهه‌های ۱۹۲۰ و ۱۹۳۰، شهر تاشکند شروع به صنعتی شدن کرد. اولین پخش عمومی یک دستگاه تلویزیون کاملاً الکترونیکی در تابستان سال ۱۹۲۸ در تاشکند انجام شد.
آلمان نازی در ژوئن ۱۹۴۱ با نقض پیمان مولوتوف–ریبنتروپ به اتحاد جماهیر شوروی حمله کرد. دولت برای حفظ ظرفیت صنعتی شوروی، کارخانه‌ها را از غرب روسیه و اوکراین به تاشکند منتقل کرد. این موضوع در طول جنگ جهانی دوم منجر به افزایش قابل توجه صنایع شهر شد.
همچنین اکثر مهاجران کمونیست آلمانی به تاشکند منتقل شدند. جمعیت روس با مهاجرت پناهندگان جنگی به‌طور چشمگیری افزایش یافت و جمعیت تاشکند را به بیش از یک میلیون نفر رساند. روس‌ها و اوکراینی‌ها در نهایت به بیش از نیمی از کل ساکنان تاشکند تبدیل شدند. بسیاری از پناهندگان سابق به جای بازگشت به خانه‌هایشان، پس از جنگ در تاشکند ماندند.
در دوران پس از جنگ، اتحاد جماهیر شوروی تأسیسات علمی و مهندسی متعددی در تاشکند تأسیس کرد.
در ۱۰ ژانویهٔ ۱۹۶۶، بهادر شاستری، نخست‌وزیر وقت هند، و ایوب خان، رئیس‌جمهور پاکستان، پیمانی را در تاشکند با آلکسی کاسیگین، نخست‌وزیر شوروی، به عنوان میانجی برای حل شرایط صلح پس از جنگ هند و پاکستان در سال ۱۹۶۵ امضا کردند. روز بعد، شاستری به‌طور ناگهانی درگذشت، گفته می‌شود دلیل آن حمله قلبی بوده است. ولی گمانه زنی می‌شود که شاستری با آب مسموم کشته شده است.
بخش اعظمی از شهر قدیمی تاشکند در اثر زلزله‌ای سهمگین در ۲۶ آوریل ۱۹۶۶ ویران شد. بیش از ۳۰۰٬۰۰۰ نفر بی خانمان شدند و حدود ۷۸٬۰۰۰ خانه با مهندسی ضعیف به ویژه در مناطق پرجمعیت شهر قدیم که در آن خانه‌های سنتی گلی غالب بود، تخریب شدند. جمهوری‌های شوروی و برخی دیگر از کشورها مانند فنلاند، «گردان‌های برادری» و مهندسان شهری برای کمک به بازسازی تاشکند ویران فرستادند. تاشکند به عنوان یک شهر نمونهٔ شوروی با خیابان‌های عریض پوشیده از درختان سایه دار، پارک‌ها، میدان‌های وسیع برای رژه، فواره‌ها، بناهای نمادین و هکتارها ساختمان آپارتمانی بازسازی شد. متروی تاشکند نیز در همین زمان ساخته شد. تا سال ۱۹۷۰ حدود ۱۰۰٬۰۰۰ خانه جدید ساخته شده بود، اما سازندگانشان بسیاری از این خانه را تصاحب کردند و به بی‌خانمانان تاشکند ندادند. توسعهٔ بیشتر در سال‌های بعد با پیشرفت‌های عمده در منطقهٔ چیلانزار، شمال شرق و جنوب شرق شهر، باعث افزایش وسعت شهر شد.
در زمان فروپاشی اتحاد جماهیر شوروی در سال ۱۹۹۱، تاشکند چهارمین شهر بزرگ شوروی و از مراکز علم و مهندسی آن اتحادیه بود.
با توجه به زلزله ۱۹۶۶ و توسعه مجدد شوروی، میراث معماری کمی از تاریخ باستان تاشکند باقی مانده است.

### از استقلال ازبکستان
شهر تاشکند پایتخت و مهم‌ترین شهر ازبکستان است. این شهر به خاطر خیابان‌های سرسبز و فواره‌های متعدد شناخته می‌شد، اما دولت اقدام به قطع درختان در سال ۲۰۰۹ کرد.
از سال ۱۹۹۱ شهر از نظر اقتصادی، فرهنگی و معماری تغییرات زیادی کرده است. پروژه‌های نوسازی جایگزین نمادهای دوران شوروی شده‌اند. بزرگ‌ترین مجسمهٔ ولادیمیر لنین با یک کرهٔ زمین که نقشهٔ جغرافیایی ازبکستان را نشان می‌دهد، جایگزین شده است. ساختمان‌های دوران شوروی نیز جایشان را به ساختمان‌های مدرن جدید دادند.
در سال ۲۰۰۷، تاشکند به عنوان «پایتخت فرهنگی جهان اسلام» توسط مسکو نیوز انتخاب شد، زیرا این شهر دارای مساجد تاریخی متعدد و اماکن اسلامی مهم، از جمله دانشگاه اسلامی است. تاشکند نسخه خط کوفی قرآن سمرقند را در خود جای داده است که یکی از قدیمی‌ترین نسخه‌های خطی قرآن است و از سال ۱۹۲۴ در این شهر نگهداری می‌شود.

## جغرافیا
این شهر در کشور ازبکستان و در ۴۰ درجه و ۱۶ دقیقه عرض شمالی و ۶۹ درجه و ۱۳ دقیقه طول خاوری واقع شده است.
تاشکند شهری با آب فروان بین جاده سمرقند، دومین شهر بزرگ ازبکستان و چیمکند شهر بزرگ قزاقستان که در مرز با ازبکستان است، قرار گرفته است. تاشکند تنها ۱۳ km از مرز قزاقستان فاصله دارد.
شهرهای نزدیک به تاشکند با جمعیت بالای یک میلیون نفر عبارت اند از: چیمکند (قزاقستان), دوشنبه (تاجیکستان), بیشکک (قرقیزستان), کاشغر (چین), آلماتی (قزاقستان), کابل (افغانستان) و پشاور (پاکستان).
تاشکند در تلاقی دریای چیرچیق و دیگر معاونان آن در منطقه رسوبی با ارتفاع ۱۵ متر (۴۹ فوت) قرار گرفته است. شهر در منطقه فعال تکتونیکی زمین لرزه قرار گرفته است. وقت محلی تاشکند UTC/GMT +۵ است.

## مناطق شهری

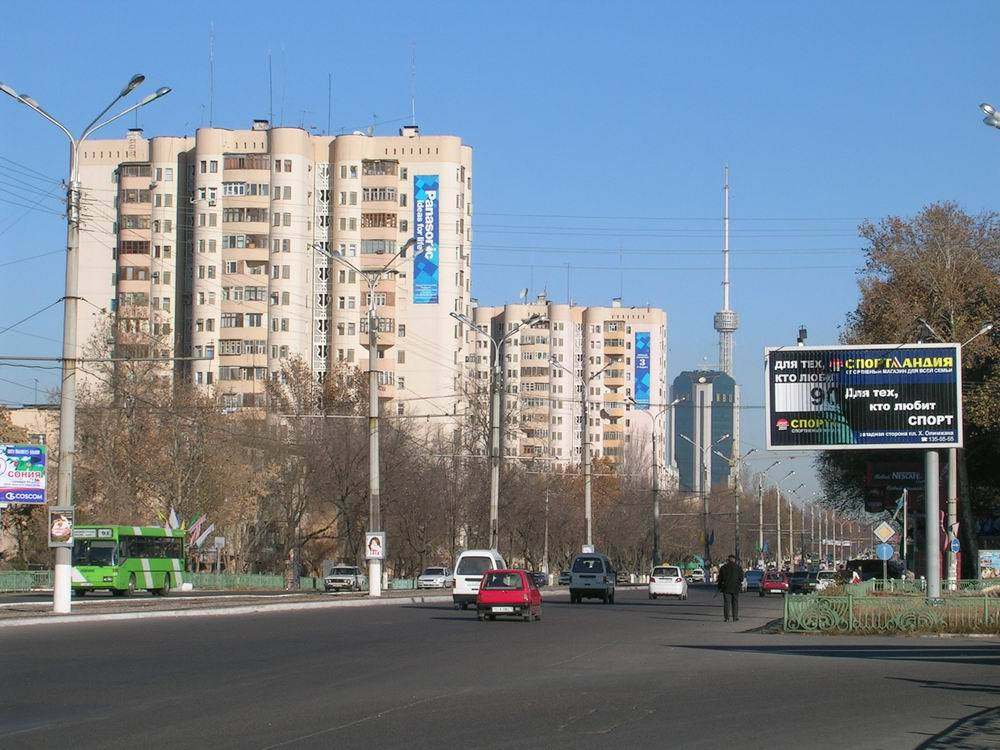
تصویر جاده امیر تیمور ۲۰۰۶

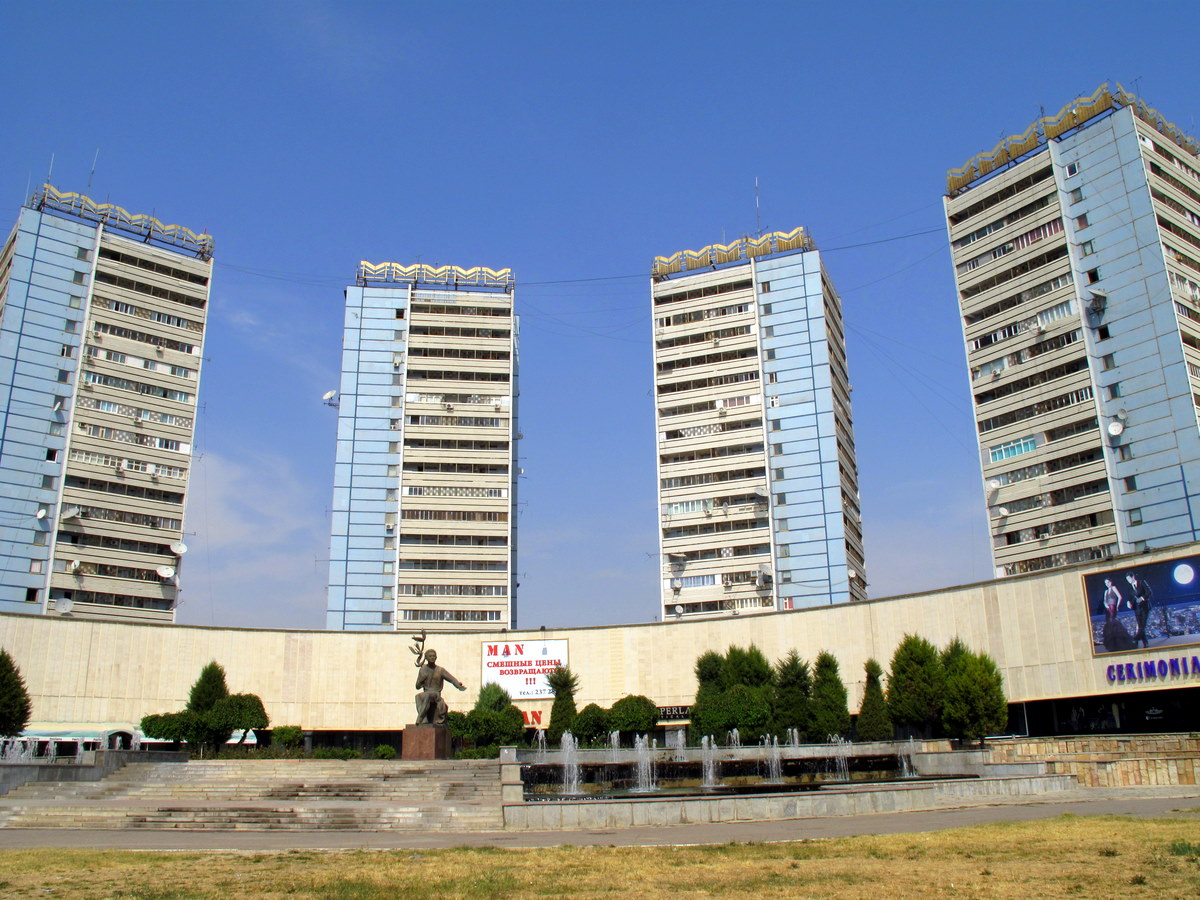
برج‌های مسکونی شهر تاشکند

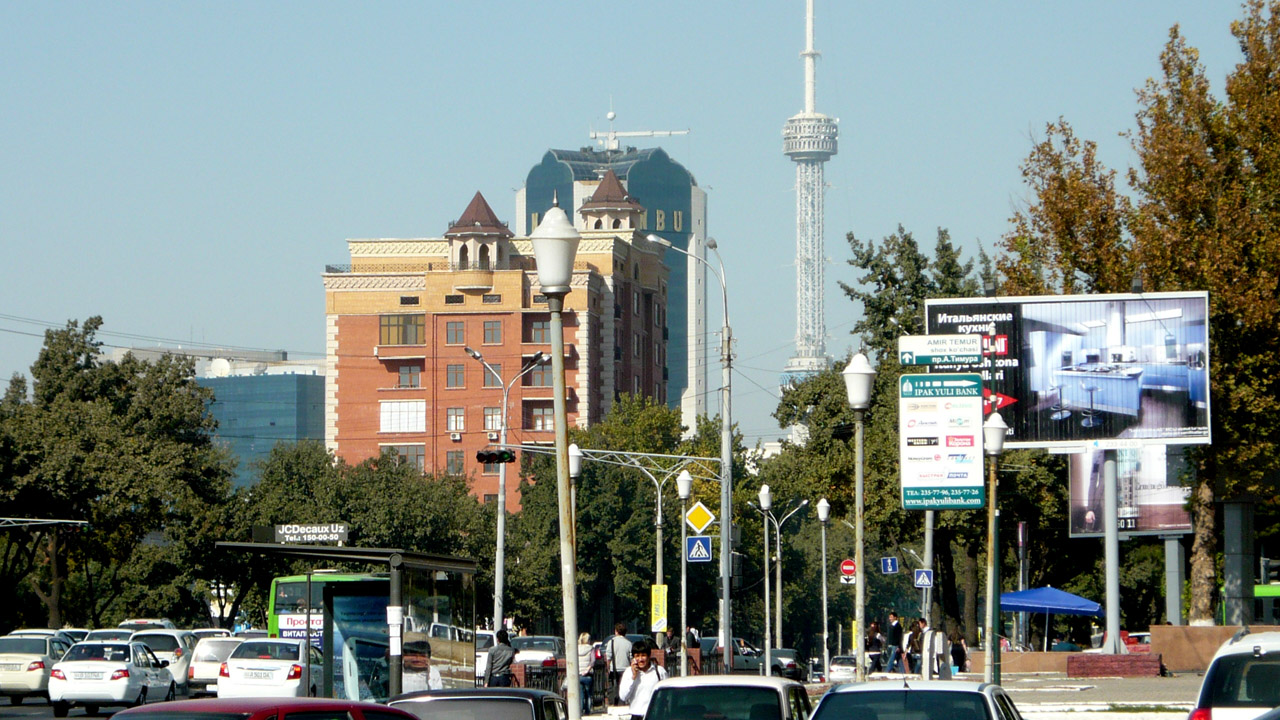
تصویر جاده بالاشهر تاشکند در ۲۰۱۲

تاشکند به ناحیه‌های شهری (ازبکی: تومان) ذیل تقسیم شده است:
| شماره | ناحیه (تومان) | جمعیت (۲۰۰۹) | مساحت (km۲) | تراکم (مساحت/km۲) | نقشه |
| ----- | ------------- | ------------ | ----------- | ----------------- | ---- |
| ۱     | بیکتمیر       | ۲۷٬۵۰۰       | ۲۰٫۵        | ۱٬۳۴۱             |      |
| ۲     | چیلان زار     | ۲۱۷٬۱۰۰۰     | ۳۰٫۰        | ۷٬۲۳۳             |      |
| ۳     | یاشن آباد     | ۲۰۴٬۸۰۰      | ۳۳٫۷        | ۶٬۰۷۷             |      |
| ۴     | میر آباد      | ۱۲۲٬۷۰۰      | ۱۷٫۱        | ۷٬۱۷۵             |      |
| ۵     | میرزا الغ بیگ | ۲۴۵٬۲۰۰      | ۳۱٫۹        | ۷٬۶۸۷             |      |
| ۶     | سیرجیلی       | ۱۴۹٬۰۰۰      | ۵۶٫۰        | ۲٬۶۶۱             |      |
| ۷     | شیخان طاهر    | ۲۸۵٬۸۰۰      | ۲۷٫۲        | ۱۰٫۵۰۷            |      |
| ۸     | اولما زار     | ۳۰۵٫۴۰۰      | ۳۴٫۵        | ۸٬۸۵۲             |      |
| ۹     | آگ تپه        | ۲۳۷٬۰۰۰      | ۲۸٫۲        | ۸٬۴۰۴             |      |
| ۱۰    | یکه سرای      | ۱۱۵٬۲۰۰      | ۱۴٫۶        | ۷٬۸۹۰             |      |
| ۱۱    | یونس آباد     | ۲۹۶٬۷۰۰      | ۴۱٫۱        | ۷٬۲۱۹             |      |

در زمان حکومت تزاری تاشکند دارای ۴ منطقه شهری بود: (به ازبکی: داهه):
1. بیش یوگوچ
2. کوکچه
3. شیخان طاهر
4. سیب زور

در سال ۱۹۴۰ دارای مناطق (به روسی: район) ذیل بود:
1. اکتبر
2. کیروف
3. استالین
4. فرونز
5. لنین
6. کای بایشیف

در سال ۱۹۸۱ نامگذاری مناطق ذیل تغییر نمود:
1. بیکتیمیر
2. آکمال-ایکراموف (آگ تپه)
3. خاماز (یاشن آباد)
4. لنین (میر آباد)
5. کای بایشیف (میرزا الغ بیگ)
6. سیرجیلی
7. اکتبر (شیخان طاهر)
8. صابر رحیموف (اول مازار)
9. چیلان زار
10. فرونز (یکه سرای)
11. کیروف (یونس آباد)

### آب و هوا
تاشکند مشخصات اقلیم مدیترانه ای و اقلیم مرطوب قاره ای را دارد. تاشکند زمستان‌های سرد و برفی که در تضاد با اقلیم مدیترانه ای است و تابستان‌های طولانی گرم و خشک را تجربه می‌کند. بیشتر بارندگی‌ها معمولاً به صورت برف در زمستان اتفاق می‌افتد. تابستان‌های تاشکند دور و دراز است و در بین ماه‌های ژوئیه و اوت بسیار گرم می‌شود. این شهر شاهد بارندگی مختصری در تابستان به خصوص بین ماه‌های ژوئن تا سپتامبر نیز است.
| داده‌های اقلیم تاشکند (۱۹۸۱–۲۰۱۰, و از ۱۸۸۱-اکنون) | داده‌های اقلیم تاشکند (۱۹۸۱–۲۰۱۰, و از ۱۸۸۱-اکنون) | داده‌های اقلیم تاشکند (۱۹۸۱–۲۰۱۰, و از ۱۸۸۱-اکنون) | داده‌های اقلیم تاشکند (۱۹۸۱–۲۰۱۰, و از ۱۸۸۱-اکنون) | داده‌های اقلیم تاشکند (۱۹۸۱–۲۰۱۰, و از ۱۸۸۱-اکنون) | داده‌های اقلیم تاشکند (۱۹۸۱–۲۰۱۰, و از ۱۸۸۱-اکنون) | داده‌های اقلیم تاشکند (۱۹۸۱–۲۰۱۰, و از ۱۸۸۱-اکنون) | داده‌های اقلیم تاشکند (۱۹۸۱–۲۰۱۰, و از ۱۸۸۱-اکنون) | داده‌های اقلیم تاشکند (۱۹۸۱–۲۰۱۰, و از ۱۸۸۱-اکنون) | داده‌های اقلیم تاشکند (۱۹۸۱–۲۰۱۰, و از ۱۸۸۱-اکنون) | داده‌های اقلیم تاشکند (۱۹۸۱–۲۰۱۰, و از ۱۸۸۱-اکنون) | داده‌های اقلیم تاشکند (۱۹۸۱–۲۰۱۰, و از ۱۸۸۱-اکنون) | داده‌های اقلیم تاشکند (۱۹۸۱–۲۰۱۰, و از ۱۸۸۱-اکنون) | داده‌های اقلیم تاشکند (۱۹۸۱–۲۰۱۰, و از ۱۸۸۱-اکنون) |
| ماه | ژانویه                                            | فوریه                                             | مارس                                              | آوریل                                             | مه                                                | ژوئن                                              | ژوئیه                                             | اوت                                               | سپتامبر                                           | اکتبر                                             | نوامبر                                            | دسامبر                                            | سال                                               |
| --- | ------------------------------------------------- | ------------------------------------------------- | ------------------------------------------------- | ------------------------------------------------- | ------------------------------------------------- | ------------------------------------------------- | ------------------------------------------------- | ------------------------------------------------- | ------------------------------------------------- | ------------------------------------------------- | ------------------------------------------------- | ------------------------------------------------- | ------------------------------------------------- |
| سابقهٔ بیش‌ترین °C (°F) | ۲۲٫۶ (۷۳)                                         | ۲۷٫۰ (۸۱)                                         | ۳۲٫۵ (۹۱)                                         | ۳۶٫۴ (۹۸)                                         | ۳۹٫۹ (۱۰۴)                                        | ۴۳٫۰ (۱۰۹)                                        | ۴۴٫۶ (۱۱۲)                                        | ۴۳٫۱ (۱۱۰)                                        | ۴۰٫۰ (۱۰۴)                                        | ۳۷٫۵ (۱۰۰)                                        | ۳۱٫۶ (۸۹)                                         | ۲۷٫۳ (۸۱)                                         | ۴۴٫۶ (۱۱۲)                                        |
| میانگین بیش‌ترین °C (°F) | ۶٫۹ (۴۴)                                          | ۹٫۴ (۴۹)                                          | ۱۵٫۲ (۵۹)                                         | ۲۲٫۰ (۷۲)                                         | ۲۷٫۵ (۸۲)                                         | ۳۳٫۴ (۹۲)                                         | ۳۶٫۵ (۹۸)                                         | ۳۴٫۷ (۹۴)                                         | ۲۹٫۳ (۸۵)                                         | ۲۱٫۸ (۷۱)                                         | ۱۴٫۹ (۵۹)                                         | ۸٫۸ (۴۸)                                          | ۲۱٫۶ (۷۱)                                         |
| میانگین روزانه °C (°F) | ۱٫۹ (۳۵)                                          | ۳٫۹ (۳۹)                                          | ۹٫۳ (۴۹)                                          | ۱۵٫۵ (۶۰)                                         | ۲۰٫۵ (۶۹)                                         | ۲۵٫۸ (۷۸)                                         | ۲۷٫۸ (۸۲)                                         | ۲۶٫۲ (۷۹)                                         | ۲۰٫۶ (۶۹)                                         | ۱۳٫۹ (۵۷)                                         | ۸٫۵ (۴۷)                                          | ۳٫۵ (۳۸)                                          | ۱۴٫۸ (۵۹)                                         |
| میانگین کم‌ترین °C (°F) | −۱٫۵ (۲۹)                                         | ۰٫۰ (۳۲)                                          | ۴٫۸ (۴۱)                                          | ۹٫۸ (۵۰)                                          | ۱۳٫۷ (۵۷)                                         | ۱۸٫۱ (۶۵)                                         | ۱۹٫۷ (۶۷)                                         | ۱۸٫۱ (۶۵)                                         | ۱۳٫۰ (۵۵)                                         | ۷٫۸ (۴۶)                                          | ۴٫۱ (۳۹)                                          | ۰٫۰ (۳۲)                                          | ۹٫۰ (۴۸)                                          |
| سابقهٔ کم‌ترین °C (°F) | −۲۸ (−۱۸)                                         | −۲۵٫۶ (−۱۴)                                       | −۱۶٫۹ (۲)                                         | −۶٫۳ (۲۱)                                         | −۱٫۷ (۲۹)                                         | ۳٫۸ (۳۹)                                          | ۸٫۲ (۴۷)                                          | ۵٫۷ (۴۲)                                          | ۰٫۱ (۳۲)                                          | −۱۱٫۲ (۱۲)                                        | −۲۲٫۱ (−۸)                                        | −۲۹٫۵ (−۲۱)                                       | −۲۹٫۵ (−۲۱)                                       |
| بارندگی میلی‌متر (اینچ) | ۵۳٫۳ (۲٫۱)                                        | ۶۳٫۸ (۲٫۵۱)                                       | ۷۰٫۲ (۲٫۷۶)                                       | ۶۲٫۳ (۲٫۴۵)                                       | ۴۱٫۲ (۱٫۶۲)                                       | ۱۴٫۳ (۰٫۵۶)                                       | ۴٫۵ (۰٫۱۸)                                        | ۳٫۱ (۰٫۱۲)                                        | ۶٫۹ (۰٫۲۷)                                        | ۲۴٫۷ (۰٫۹۷)                                       | ۴۳٫۹ (۱٫۷۳)                                       | ۵۸٫۹ (۲٫۳۲)                                       | ۴۴۴٫۴ (۱۷٫۵)                                      |
| میانگین روزهای بارندگی | ۱۴                                                | ۱۳                                                | ۱۳                                                | ۱۲                                                | ۱۱                                                | ۷                                                 | ۴                                                 | ۳                                                 | ۳                                                 | ۱۰                                                | ۱۰                                                | ۱۲                                                | ۱۱۰                                               |
| میانگین روزهای برفی | ۹                                                 | ۷                                                 | ۲                                                 | ۰                                                 | ۰                                                 | ۰                                                 | ۰                                                 | ۰                                                 | ۰                                                 | ۱                                                 | ۲                                                 | ۶                                                 | ۲۷                                                |
| درصد رطوبت | ۷۳                                                | ۶۸                                                | ۶۱                                                | ۶۰                                                | ۵۳                                                | ۴۰                                                | ۳۹                                                | ۴۲                                                | ۴۵                                                | ۵۷                                                | ۶۶                                                | ۷۳                                                | ۵۶                                                |
| میانگین روزانه ساعت‌های تابش آفتاب | ۱۱۷٫۳                                             | ۱۲۵٫۳                                             | ۱۶۵٫۱                                             | ۲۱۶٫۸                                             | ۳۰۳٫۴                                             | ۳۶۱٫۸                                             | ۳۸۳٫۷                                             | ۳۶۵٫۷                                             | ۳۰۰٫۹                                             | ۲۲۴٫۸                                             | ۱۴۹٫۵                                             | ۱۰۵٫۹                                             | ۲٬۸۲۰٫۳                                           |
| منبع شماره ۱: مرکز آب و هواشناسی اوزبیکستان |                                                   |                                                   |                                                   |                                                   |                                                   |                                                   |                                                   |                                                   |                                                   |                                                   |                                                   |                                                   |                                                   |
| منبع شماره ۲: Pogoda.ru.net (یعنی حرارت/رطوبت/روزهای برفی ۱۹۸۱–۲۰۱۰, ثبت کمترین و بیشترین درجه حرارت), NOAA (یعنی ساعات ماهانه تابش نور آفتاب، ۱۹۶۱–۱۹۹۰) OGIMET |                                                   |                                                   |                                                   |                                                   |                                                   |                                                   |                                                   |                                                   |                                                   |                                                   |                                                   |                                                   |                                                   |

## آموزش
مهم‌ترین مراکز علمی ازبکستان از قبیل آکادمی علوم ازبکستان در تاشکند قرار دارد. چندین دانشگاه و مرکز آموزش عالی در این شهر وجود دارد که به شرح زیر است:
- دانشگاه ملی ازبکستان
- دانشگاه دولتی زبان‌های جهانی ازبکستان
- دانشگاه سیاست و اقتصاد جهانی
- دانشگاه دولتی نفت و گاز روسیه (NRU)(شاخه دولتی آن در تاشکند)
- آموزشگاه عالی توسعه مدیریت سنگاپور در تاشکند
- دانشگاه بین‌المللی ویست مینیستر در تاشکند
- دانشگاه فناوری و اطلاعات تاشکند
- دانشگاه اسلامی تاشکند
- دانشگاه دولتی تکنیک تاشکند
- دانشگاه پلی تکنیک تورین در تاشکند
- دانشگاه دولتی اقتصادی تاشکند
- دانشگاه دولتی حقوق تاشکند
- دانشگاه دولتی زبان‌های خارجی تاشکند
- دانشگاه اینها تاشکند
- دانشگاه تیم
- آموزشگاه عالی اتومبیل و جاده‌سازی تاشکند
- آموزشگاه عالی مالی تاشکند
- آموزشگاه عالی معماری تاشکند
- هنرستان هنرهای زیبای موسیقی
- آموزشگاه عالی طبی کودکان تاشکند
- آکادمی پزشکی دولتی تاشکند
- آموزشگاه عالی مطالعات شرقی
- آموزشگاه عالی پارچه و برق تاشکند
- آموزشگاه عالی مهندسان راه‌آهن تاشکند
- آموزشگاه عالی هنر و طراحی ملی (قبلا بنام کمال الدین بهزاد بود)
- مدرسه بین‌المللی تجارت کلاجک علمی
- آموزشگاه عالی آبیاری و اصلاح سازی تاشکند

## ترابری
- متروی تاشکند در سال ۱۹۷۷ تأسیس شده و هم‌اکنون دارای ۳ خط و ۲۹ ایستگاه است.
- فرودگاه بین‌المللی تاشکند بزرگ‌ترین فرودگاه ازبکستان است و با قاره‌های آسیا، اروپا و آمریکای شمالی در ارتباط است.
- قطار سریع‌السیر تاشکند-بخارا
- سیستم بس‌های برقی که فعالیت آن در سال ۲۰۱۰ متوقف شد.
- تراموای (قطار برقی) تاشکند که فعالیت آن در سال ۲۰۱۶ متوقف شد.

## ورزش

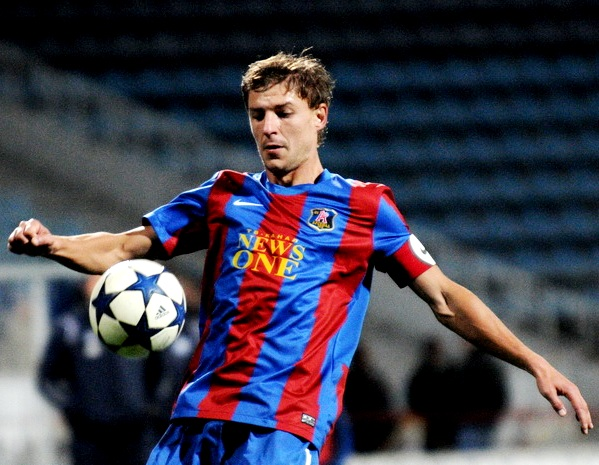
ماکسیم شاتسکیخ، مهاجم تیم ملی فوتبال ازبکستان، از تاشکند است.

فوتبال مشهورترین ورزش تاشکند، با باشگاه‌های برجسته و عالی مانند، باشگاه فوتبال پاختاکور، باشگاه فوتبال بنیادکار و باشگاه فوتبال لوکوموتیف تاشکند است که هر سه تیم در لیگ فوق‌العاده ازبکستان مسابقه می‌دهند. بازیکنانی مثلماکسیم شاتسکیخ، پیتر اودموینگی و واسیلیس هاتزیپاناگیس در این شهر متولد شده‌اند. دوچرخه سوار جمال الدین عبدالجباروف متولد تاشکند است و بازیکن تنیس، دنیس ستامین در این شهر پرورش یافته است. آک گل امان مرادووا و ایرودا تولیاگانووا مشهورترین تنیسورهای زن در این شهر هستند. ژیمناست علینا کابئوا و بازیکن المپیک اسرائیلی الکساندر شاتیلوف متولد تاشکند است. قهرمان پیشین دنیا میخائیل کولگانوف، بازیکن اسرائیلی برنده مدال برنز حد اکثر سرعت دویدن K-1 ۱۵۰۰ متر در تاشکند تولد شده است.

## مکان‌های دیدنی

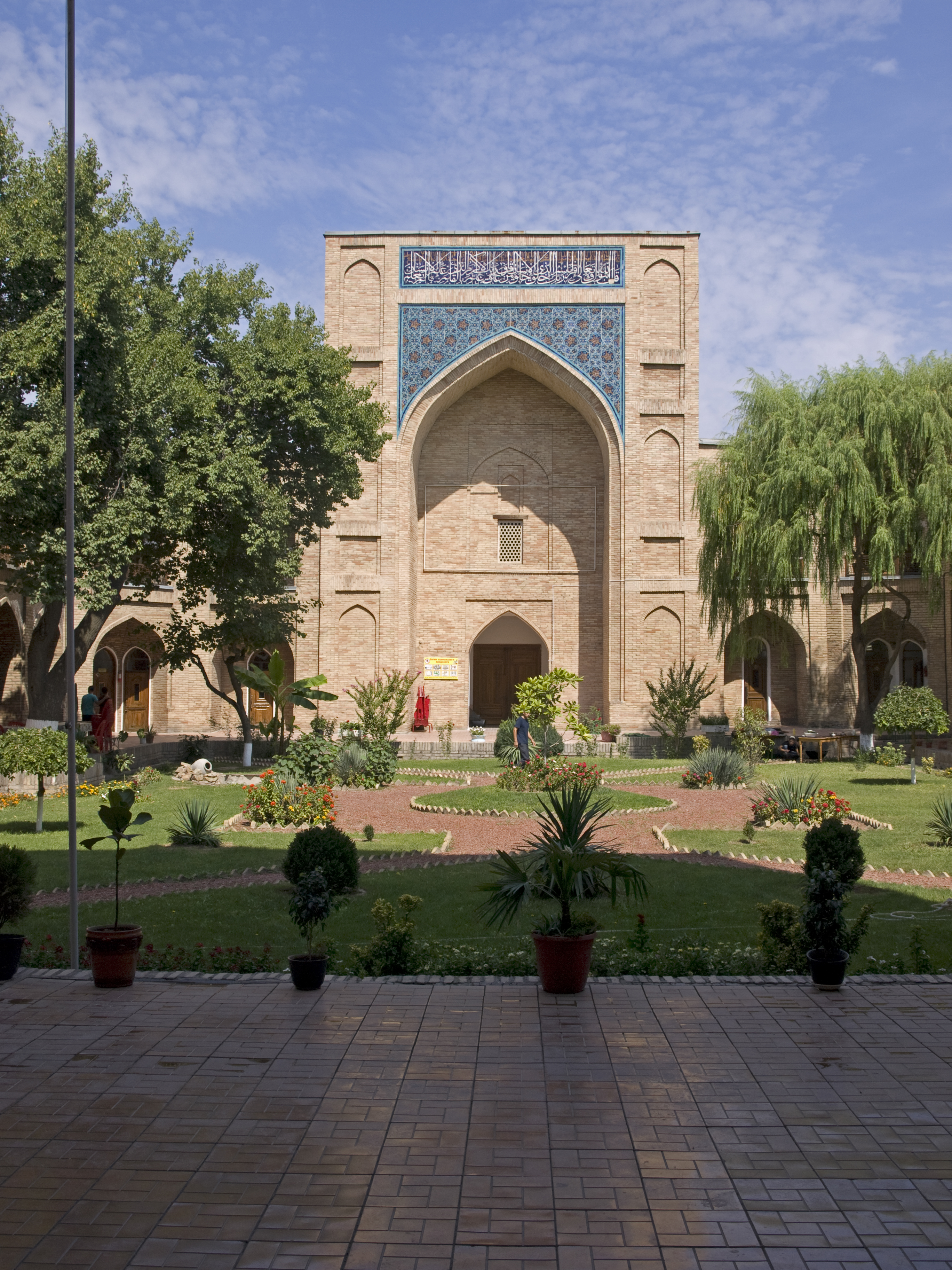
داخل مدرسه مدرسه کوکلداش

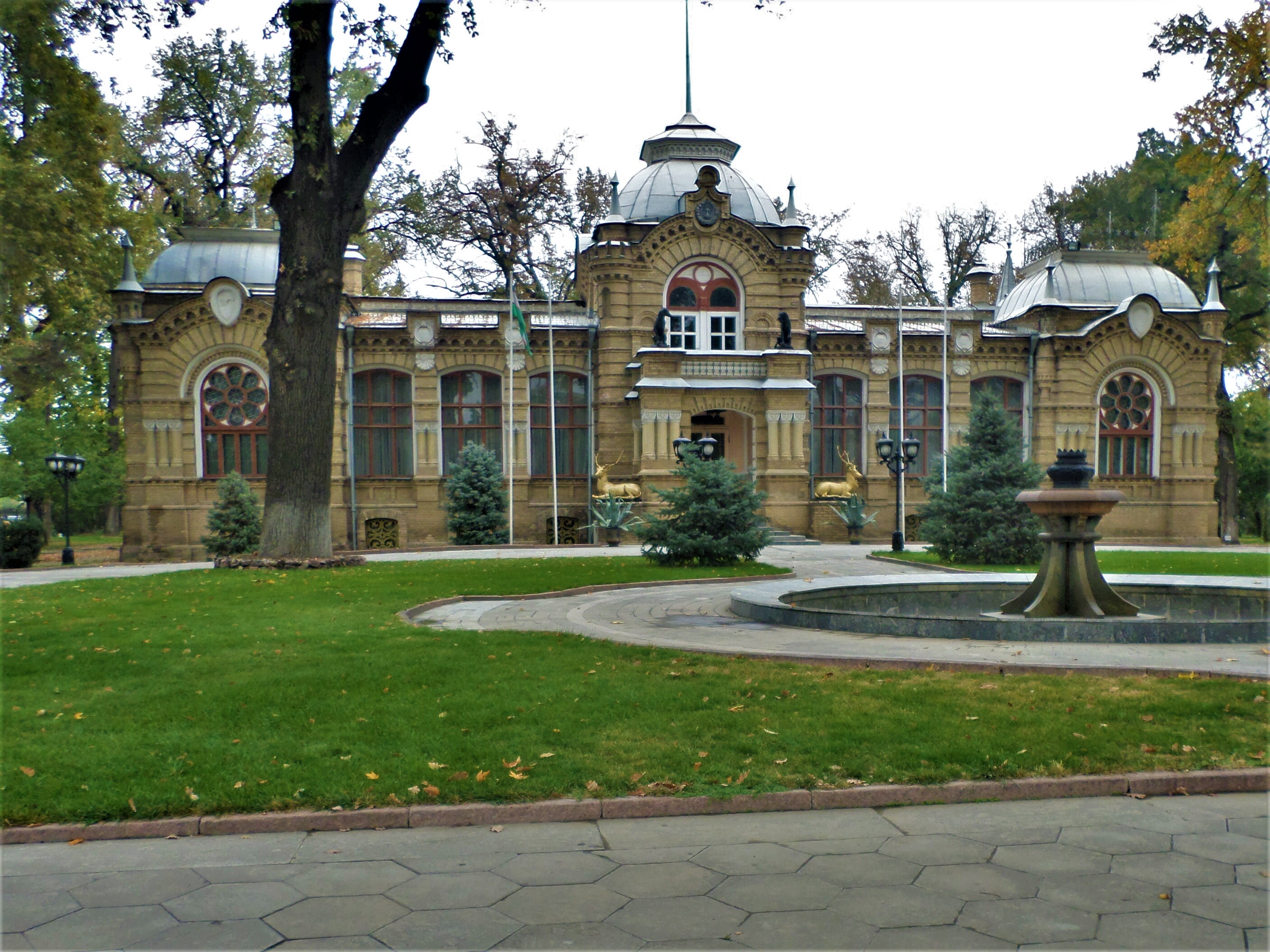
کاخ شاهزاده رومانوف

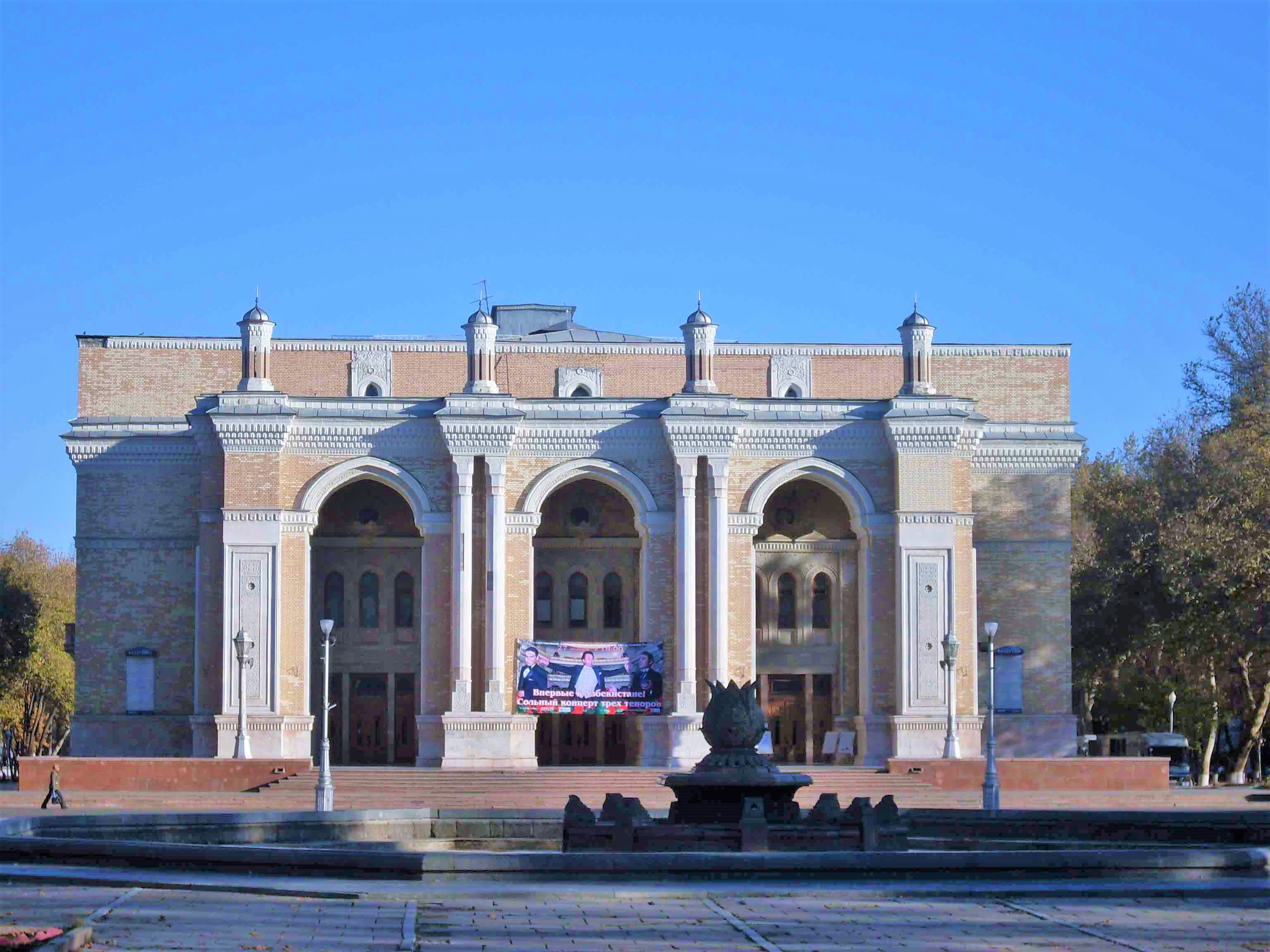
اپرا و تئاتر هنرهای نمایشی علیشیر نوایی

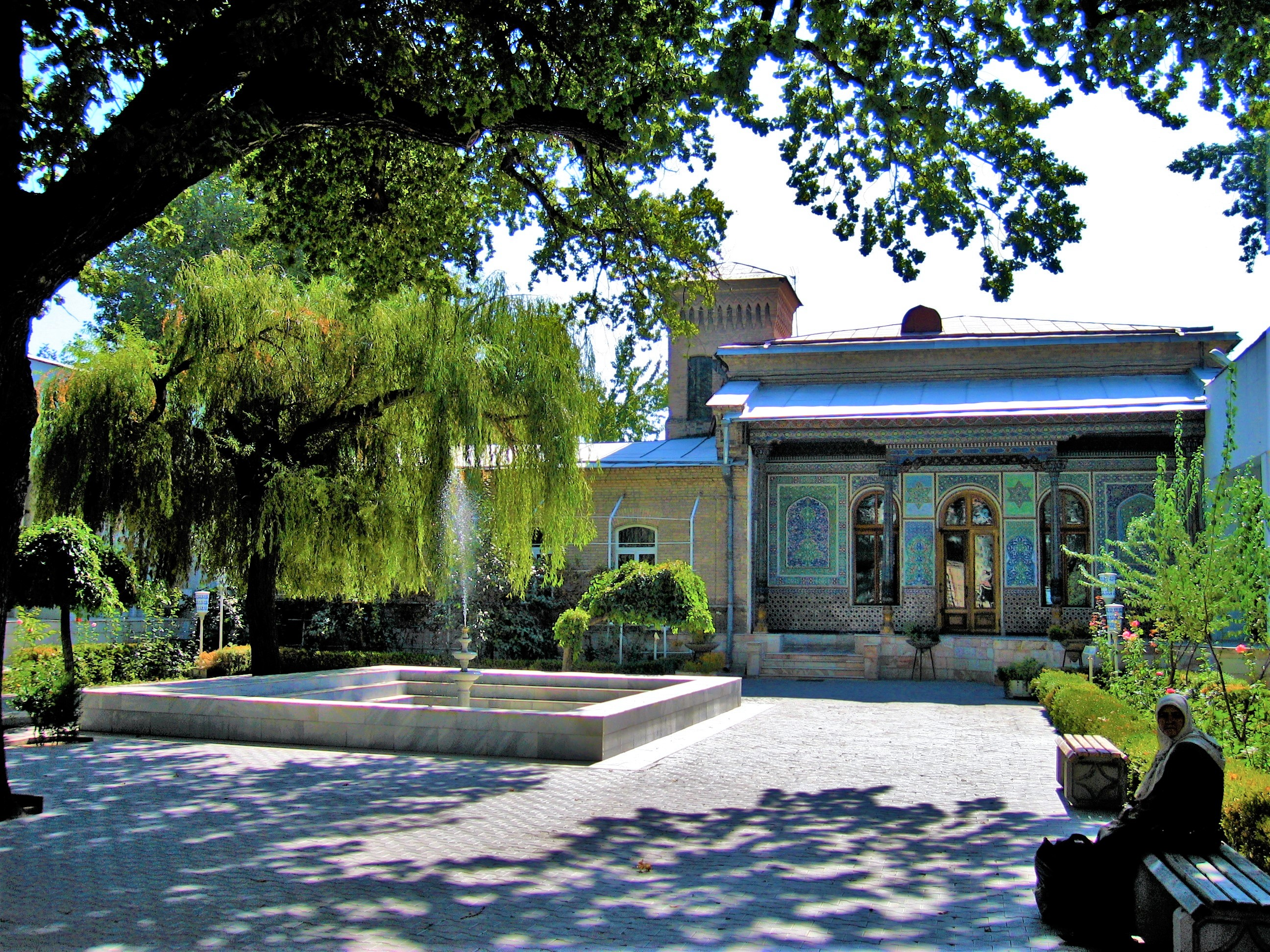
موزه هنرهای دستی

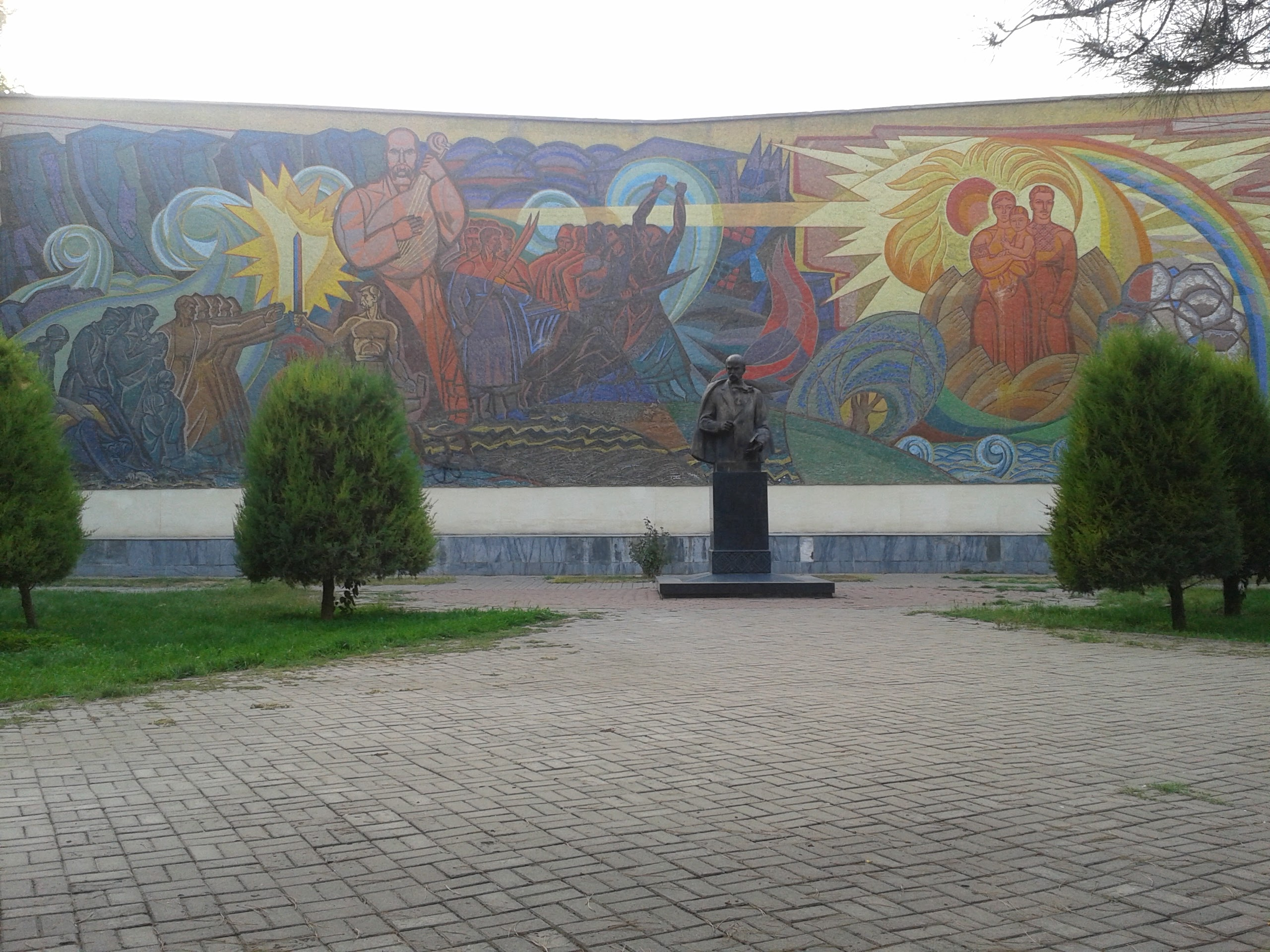
بنای یادبود تراس شیوانکو

به دلیل انقلاب اکتبر و پس از آن وقوع زمین لرزه در سال ۱۹۶۶ میلادی، امروزه تعداد بسیار کمی از ساختمان‌های قدیمی شهر به جا مانده است. با این وجود، شهر دارای سابقه غنی فرهنگی و تاریخی است که شامل چندین موزه و بنای تاریخی، آثار به جای مانده از دوران حکومت شوروی نیز می‌شود که برخی از آنان به شرح ذیل است:
- مدرسه کوکلداش. تاریخ بنای آن به زمان زمامداری عبدالله خان دوم (۱۵۵۷–۱۵۹۸) بر می‌گردد. این مدرسه توسط علمای دینی مسلمان منطقه ماورالنهر ساخته شده و بنابر شنیده‌ها قرار است به موزه تبدیل شود. اما تاکنون اقدامی در این زمینه صورت نگرفته است.
- چورسو بازار در نزدیکی مدرسه کوکلداش قرار دارد. این بازار بزرگ‌ترین فضای باز در هسته قدیمی شهر تاشکند است.
- مسجد تلیا شیخ (مسجد خاست امام). قرآن عثمان که گفته می‌شود قدیمی‌ترین قرآن جهان است در این مسجد قرار دارد. قدمت آن به سال ۶۵۵ میلادی بر می‌گردد. درست به زمانیکه شورشیان به خانه عثمان ریخته و عثمان را که در حال تلاوت آن بوده به قتل می‌رسانند که هنوز هم لکه خون عثمان روی آن موجود است. این قرآن توسط امیر تیمور جهانگشا به سمرقند برده شد. در جریان جنگ، روسها آن را به عنوان غنیمت جنگی تصاحب کرده به سن پیتیرزبورگ بردند، اما پس از آن در سال ۱۹۲۴ میلادی طی معاهدهٔ با امیر بخارا به ازبکستان برگرداندند.[۳۴]
- آرامگاه یونس خان. این بنا در اصل شامل سه آرامگاه مربوط به قرن پانزدهم میلادی است که در قرن نوزدهم کشف شده است. بزرگ‌ترین قبر مربوط به یونس خان، نوه امیر تیمور و پدر بزرگ ظهیرالدین محمد بابر مؤسس امپراتوری مغولان هند است.
- کاخ شاهزاده رومانوف. در خلال قرن نوزدهم دوک بزرگ نیکولای کنستانتینویچ، پسر عموی تزار الکساندر سوم روسیه بخاطر معامله‌های مشکوک بر سر جواهرات تاج شاهی روسیه به تاشکند تبعید شد. کاخ وی هنوز در مرکز شهر قرار دارد و یکبار توسط وزارت خارجه به عنوان موزه منظور شد.
- سالن اپرا و تئاتر هنرهای نمایشی علیشیر نوایی. این بنا توسط معماری که آرامگاه لنین را در مسکو طراحی کرده بود ساخته شده است. الکسی شچوسف معماری بود که در جنگ جهانی دوم به اسارت نیروهای امپراتوری ژاپن درآمد و مدتی را به عنوان کارگر زندانی در اسارت گذراند، این ساختمان را طراحی کرده است.
- موزه هنرهای زیبای ازبکستان. شامل مجموعه بزرگی از آثار هنری دوره قبل از حاکمیت روسیه، دیوارنماهای سوگدی، مجسمه‌های بودایی و هنر دوره زرتشتی به همراه کلکسیونی از آثار صنایع دستی مربوط به قرن‌های ۱۹ و ۲۰ میلادی مانند گلدوزی‌های معلق سوزنی است. خاصترین اثر این موزه، تابلوهای نقاشی است که دوک بزرگ آنها را برای تزئین کاخ خود در تاشکند از موزه آرمیتاژ قرض گرفته بود که هیچ‌وقت برنگرداند و امروزه در این موزه قرار دارد. همچنین پشت این موزه نیز پارک کوچکی است.
- موزه هنرهای صنایع دستی. این موزه، خانه سنتی است که احتمالاً مربوط به یکی از دیپلمات‌های ثروتمند تزاری بوده است. صرف نظر از آثار هنری که در این خانه قرار دارد، خود بنا نیز به تنهایی یکی از جاذبه‌های گردشگری است.
- موزه دولتی تاریخ ازبکستان. بزرگ‌ترین موزه شهر است که در خانه مخفی لنین قرار گرفته است.
- موزه امیر تیمور. در ساختمانی با گنبد براق آبی به همراه تزئینات داخلی قرار گرفته است. این موزه به احترام امیر تیمور و توسط رئیس‌جمهور وقت، اسلام کریم اف ساخته شده است. این باغ موزه شامل مجسمه تیمور سوار بر اسبش، فواره‌ها و بهترین گُلکاری‌های شهر است.
- موزه ادبیات نوایی. به یادبود ادیب پرآوازه ازبکستان علیشیر نوایی ساخته شده که با تابلوهای نقاشی مینیاتوری قرن پانزدهم، خوشنویسی اسلامی و نسخه‌های خطی تزئین شده است.
- متروی تاشکند که به خاطر طراحی عجیب و معماری زیبای خود شناخته می‌شود. عکس گرفتن در داخل آن تا سال ۲۰۱۸ ممنوع بود.[۳۵]

کلیسای ارتدوکس روسی در میدان امیر تیمور و در سال ۱۸۹۸ ساخته شده بود و از سال ۱۹۲۰ به بعد، بخاطر اعتقادات ضد دینی بلشویک‌ها (کمونیست‌ها)، کسی اجازه اجرای مراسم مذهبی در این ساختمان را نداشت. در دوران تسلط شوروی، ازین بنا برای مقاصد مختلفی استفاده می‌شد که پس از استقلال ازبکستان نیز به عنوان بانک استفاده شده و در نهایت در سال ۲۰۰۹ تخریب گردید.
همچنان تاشکند دارای پارک و بنای یادبودی از جنگ جهانی دوم است.

## رسانه‌ها
- ۹ روزنامه ازبک زبان، چهار روزنامه به انگلیسی و ۹ روزنامه به روسی
- چندین مرکز تلویزیونی و تلویزیونی کابلی، از جمله برج تاشکند، دومین سازه بلند در آسیای میانه

علاوه بر این‌ها، سیستم‌های پخش دیجیتال در تاشکند در دسترس است که در آسیای مرکزی بی نظیر است.

## نگارخانه

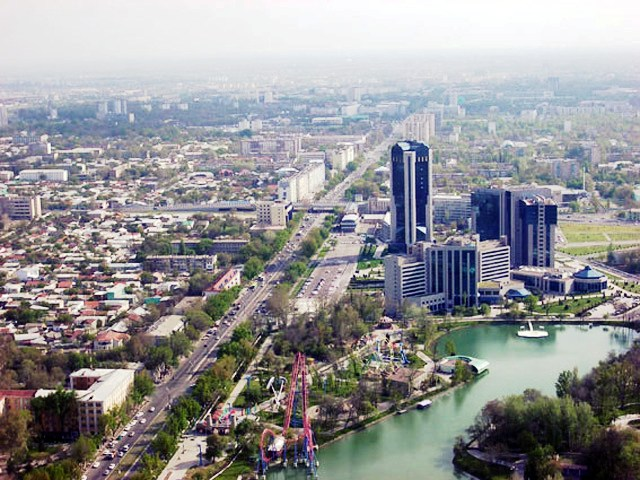
نمایی از بوستان آب و شهر تاشکند
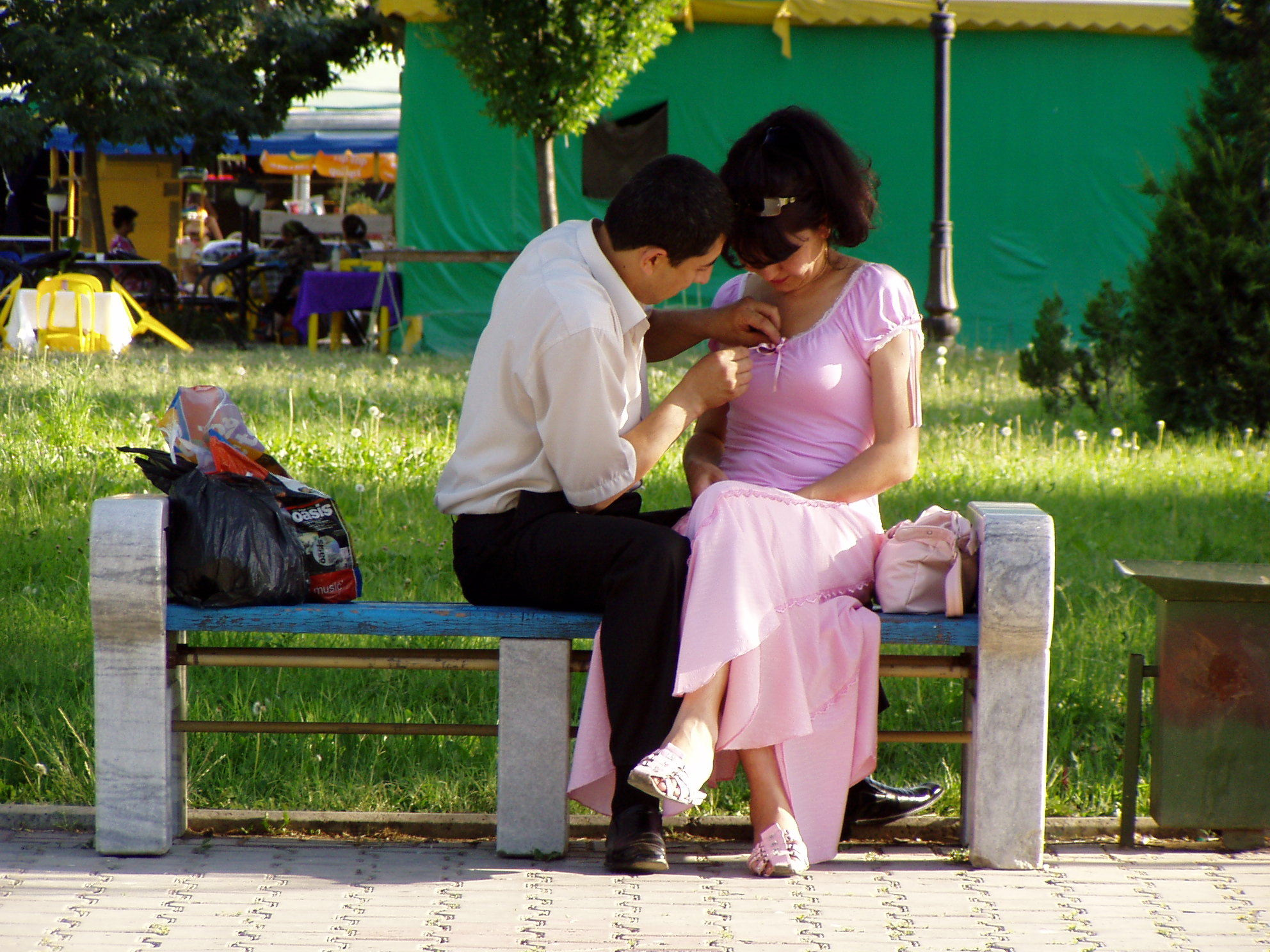
یک زوج جوان در تاشکند
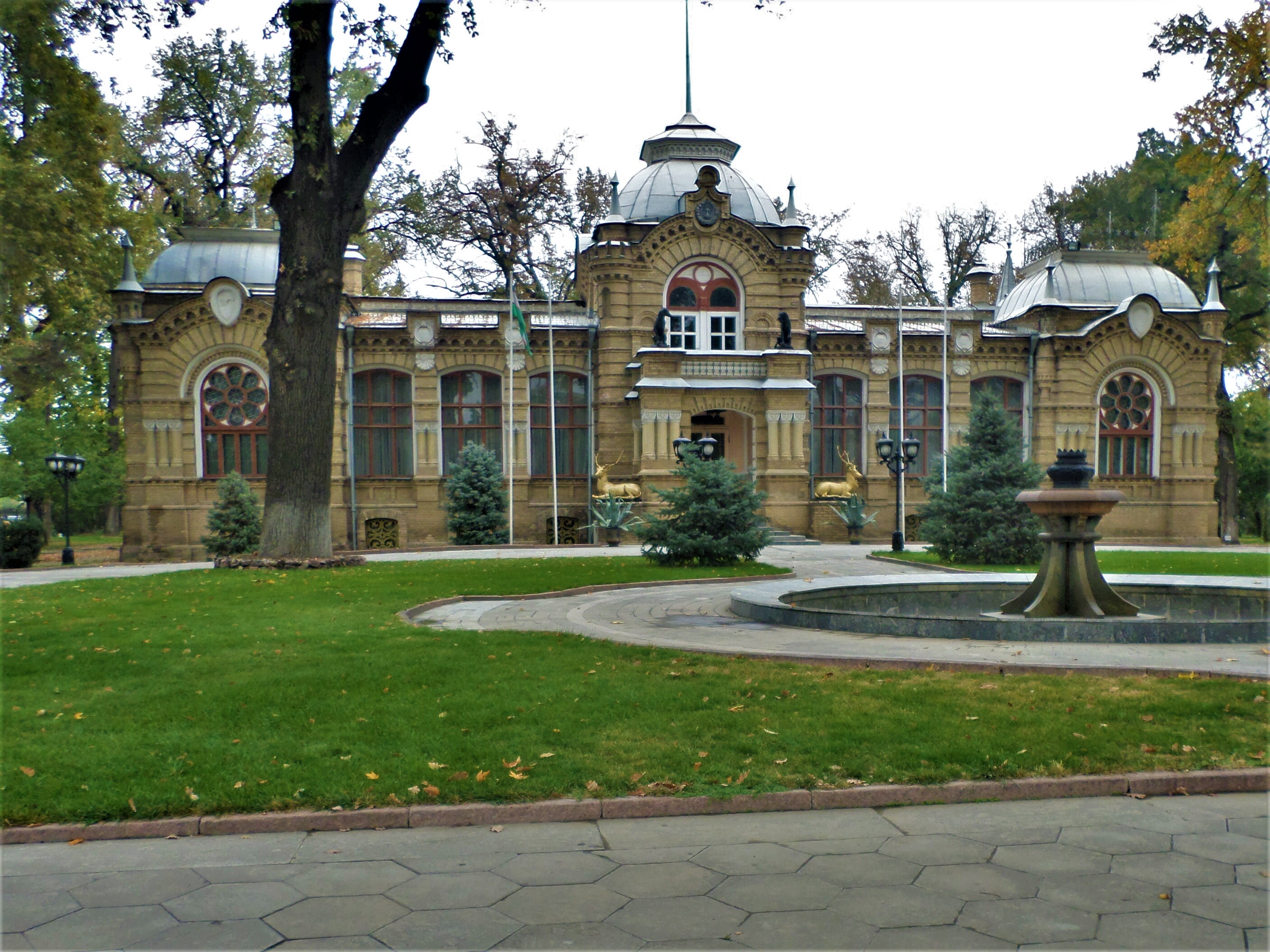
کاخ شاهزاده رومانف(تالار پذیرایی وزارت امور خارجه)
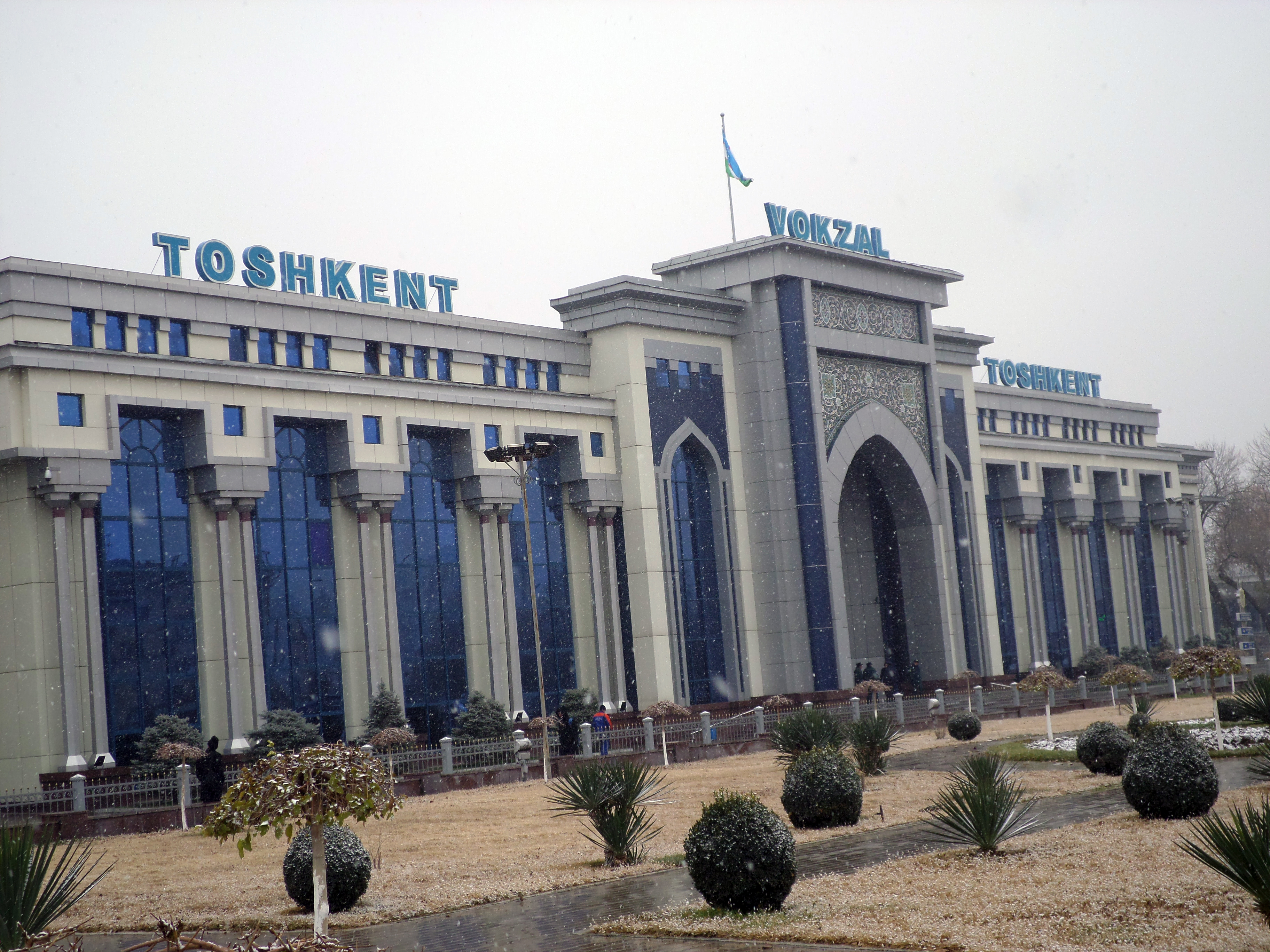
ایستگاه مرکزی راه‌آهن تاشکند